# 香港導盲犬學苑
香港導盲犬學苑（英語：Hong Kong Guide Dogs Academy），前身為流浮山警署（英語：Lau Fau Shan Police Station），位於香港新界元朗區天水圍流浮山山東街1號，於1962年建成，取代1948年建於此的警崗，並於1963年8月17日由香港警務處處長伊輔主持啟用儀式。警署樓高3層，建築物平面呈U型，外牆立面為凸出的柱樑及陷入的牆身，具有阻隔陽光功能。內設辦公室、拘留室、亦有防衞窗板；地面樓層設有入彈處及退彈處，警署屋頂設有瞭望台，其中一條樓梯可由男廁爬梯直上。流浮山警署居高臨下全方位俯瞰着后海灣、尖鼻咀、龍鼓灘及遠至內地蛇口一帶，曾是警隊用來監視和打擊非法入境者的前哨站和行動基地，是當時香港西部面向中國大陸最大的警署。2000年，流浮山警務工作併入天水圍警署，並空置過近16年。2013年3月，有元朗區議會議員建議將流浮山警署活化。2014年獲評為三級歷史建築。2018年7月，發展局公佈將舊流浮山警署納入第五期活化歷史建築伙伴計劃，並將斥資7800萬港元，將舊流浮山警署活化成為香港導盲犬學苑，預計2023年啟用。整個第五期活化歷史建築伙伴計劃投放金額超過3億港元。現時學苑內仍有部分警署設施獲得保留，並受古物古蹟辦事處監督，包括拘留室和槍房等等。